# フォートフランシス
フォートフランシス（英: Fort Frances）は、カナダのオンタリオ州北部、レイニーリバー地区に位置する町。魚釣りで人気の場所となっており、魚釣りの競技大会もある。

## 地理
アメリカのミネソタ州と接しており、レイニー湖 (Rainy Lake) が狭まりレイニー川 (Rainy River) となる場所に位置している。ミネソタ州側の都市インターナショナルフォールズ (International Falls, Minnesota) とは橋でつながっている。
産業はパルプ・製紙業界で、町の主な雇用先となっている。
住民の全人口約8,300人のうち、およそ2,400人がウクライナを起源とするとされる。

## 歴史
ヨーロッパ人がスペリオル湖の西に入植し、ラ・ベレンドリー (La Vérendrye) を含むフランス系カナダ人の毛皮商が1731年にフォート・セント・ピエールの町を築いたのが始まり。後にハドソン湾会社の交易所（フォート）ができ、この土地に数年間滞在したハドソン湾会社の総督ジョージ・シンプソン卿 (Sir George Simpson) の妻フランシス・シンプソンの名をとってこの入植地はフォートフランシスと名付けられた。